# Berg-Strelitzie
Die Berg-Strelitzie (Strelitzia caudata) ist eine Pflanzenart aus der Gattung der Strelitzien (Strelitzia) in der Familie der Strelitziengewächse (Strelitziaceae). Sie ist im südlichen Afrika beheimatet.

## Beschreibung

### Erscheinungsbild und Laubblätter
Strelitzia caudata wächst baumförmig als immergrüne, ausdauernde, krautige Pflanze, die Wuchshöhen von bis zu 6 Meter erreicht. Sie bildet mit ihren verzweigten Rhizomen dichte, horstartige Bestände. Der unverzweigte, etwas verholzende Stamm besitzt Markierungen durch die Blattnarben. Die zweizeilig am Stamm verteilten, an alten Pflanzen nur im oberen Bereich eine Art Fächer bildenden Laubblätter sind deutlich in langen Blattstiel und Blattspreite gegliedert. Ihre einfachen, glattrandigen, länglichen, etwa ledrigen, glänzend grünen bis gräulichen Blattspreiten besitzen eine Länge von bis zu 2 Meter und eine Breite von bis zu 60 Zentimeter. Die Blattspreiten zerreißen im Laufe der Zeit im Wind. Insgesamt wirken sie vegetativ wie Bananenpflanzen.

### Blütenstände und Blüten
Strelitzia caudata kann das ganze Jahr über blühen. Es ist ein seitenständiger, aufrechter Blütenstandsschaft vorhanden. Es ist wie bei Strelitzia alba ein einfacher Blütenstand vorhanden (Unterschied zu Strelitzia nicolai bei der mehrere Teilblütenstände übereinander stehen). Ein waagrecht oder etwas nach oben stehendes, auffälliges, großes, dunkles, kahnförmiges Hochblatt (die sogenannten Spatha) enthält einige Blüten.
Die zwittrigen Blüten sind zygomorph und dreizählig. Die jeweils drei Blütenhüllblätter sind in den beiden Kreisen in Form und Farbe sehr unterschiedlich. Von den drei weißen Blütenhüllblättern des äußeren Kreises (oft Sepalen = Kelchblätter genannt) ist das mittlere kleiner als die seitlichen und besitzt ein schlankes Anhängsel (darauf bezieht sich das Artepitheton caudata). Von den inneren drei immer blauen (bei Strelitzia nicolai sind sie meist blau, sehr selten weiß, bei Strelitzia alba immer weiß) Blütenhüllblättern (oft Pepalen = Kronblätter genannt) überdeckt das obere den Eingang zur „Nektarkammer“; die beiden großen seitlichen sind pfeilartig verwachsen und umhüllen den Griffel und die fünf fertilen Staubblätter. Die Bestäubung erfolgt durch Vögel.

### Früchte und Samen
Es werden holzige, dreifächerige Kapselfrüchte gebildet, die sich von ihrer Spitze aus öffnet. Die schwarzen, kugeligen Samen weisen einen leuchtend orangefarbenen, wolligen Arillus auf. Früchte können das ganze Jahr über vorhanden sein.

## Vorkommen
Strelitzia caudata kommt im südlichen Afrika ursprünglich von Limpopo, Mpumalanga und Eswatini bis zum östlichen Hochland von Simbabwe vor. Sie gedeiht in kühlen, feuchten Bergwäldern und an felsigen Standorten, die reich an Laubstreu sind. Beispielsweise wächst sie in Wäldern auf der Südseite des Soutpansberg in Limpopo.

## Systematik
Strelitzia caudata wurde 1946 durch Robert Allen Dyer in Flowering Plants of Africa, Band 25, Tafel 997 erstbeschrieben. Das Artepitheton caudata bedeutet geschwänzt, dies bezieht sich auf ein Anhängsel eines Kelchblattes, das nur bei dieser Art vorkommt. Bei Moore & Hyypio 1970, Arnold & De Wet 1993 und Germishuizen 2003 wurde die Nomenklatur innerhalb der Gattung Strelitzia diskutiert und es wurden für diesen Artnamen keine Synonyme aufgeführt.